# Anubis en de wraak van Arghus
Anubis en de Wraak van Arghus (en españolː Anubis y la venganza de Arghus) es una película belga de Studio 100, basada en la serie Het Huis Anubis, y dirigida por Dennis Bots. Se trata de la secuela de la película Anubis en het Pad der 7 Zonden.

## Argumento
Para celebrar el cumpleaños de Appie, los residentes de la Casa de Anubis deciden ir a una antigua casa encantada. Sin embargo, cosas extrañas suceden allí. Pronto los amigos comienzan a desaparecer uno por uno. Appie cree que hay un vampiro suelto, Nienke lo duda, especialmente porque encuentra mensajes en toda la casa sobre la amistad y la soledad.  Además, un hombre extraño está vagando por la casa. 

## Reparto
| Actor                 | Personaje            |
| --------------------- | -------------------- |
| Loek Beernink         | Nienke Martens       |
| Lucien van Geffen     | Fabian Ruitenburg    |
| Iris Hesseling        | Amber Rozenbergh     |
| Kevin Wekker          | Appie Tayibi         |
| Vreneli van Helbergen | Patricia Soeters     |
| Vincent Banić         | Mick Zeelenberg      |
| Marieke Westenenk     | Joyce van Bodegraven |
| Gamze Tazim           | Noa van Rijn         |
| Sander van Amsterdam  | Robbie Lodewijks     |
| Patrick Wessels       | Danny Rodenmaar      |
| Claartje Janse        | Sofie Rodenmaar      |
| Bram van der Vlugt    | Manus                |
| Peter Van Den Begin   | Arghus               |
| Tom Hodgson           | Jonge Arghus         |
| Julia Batelaan        |                      |
| Rick Mackenbach       |                      |
| Noël Denekamp         |                      |
| Stef Poelmans         |                      |

## Curiosidades
- El rodaje de la película se retrasó debido a las fuertes lluvias.
- La película fue rodada en Bélgica y duró 20 días.
- El escenario principal fue el Castillo de Miranda, situado en Bélgica.
- Sven de Wijn, actor que interpreta a Jeroen, no se participó en esta película.

- Datos: Q2401023